# Trek-Segafredo (vrouwenwielerploeg)/2020
Deze pagina geeft een overzicht van de vrouwenwielerploeg Trek-Segafredo in 2020.

## Algemeen

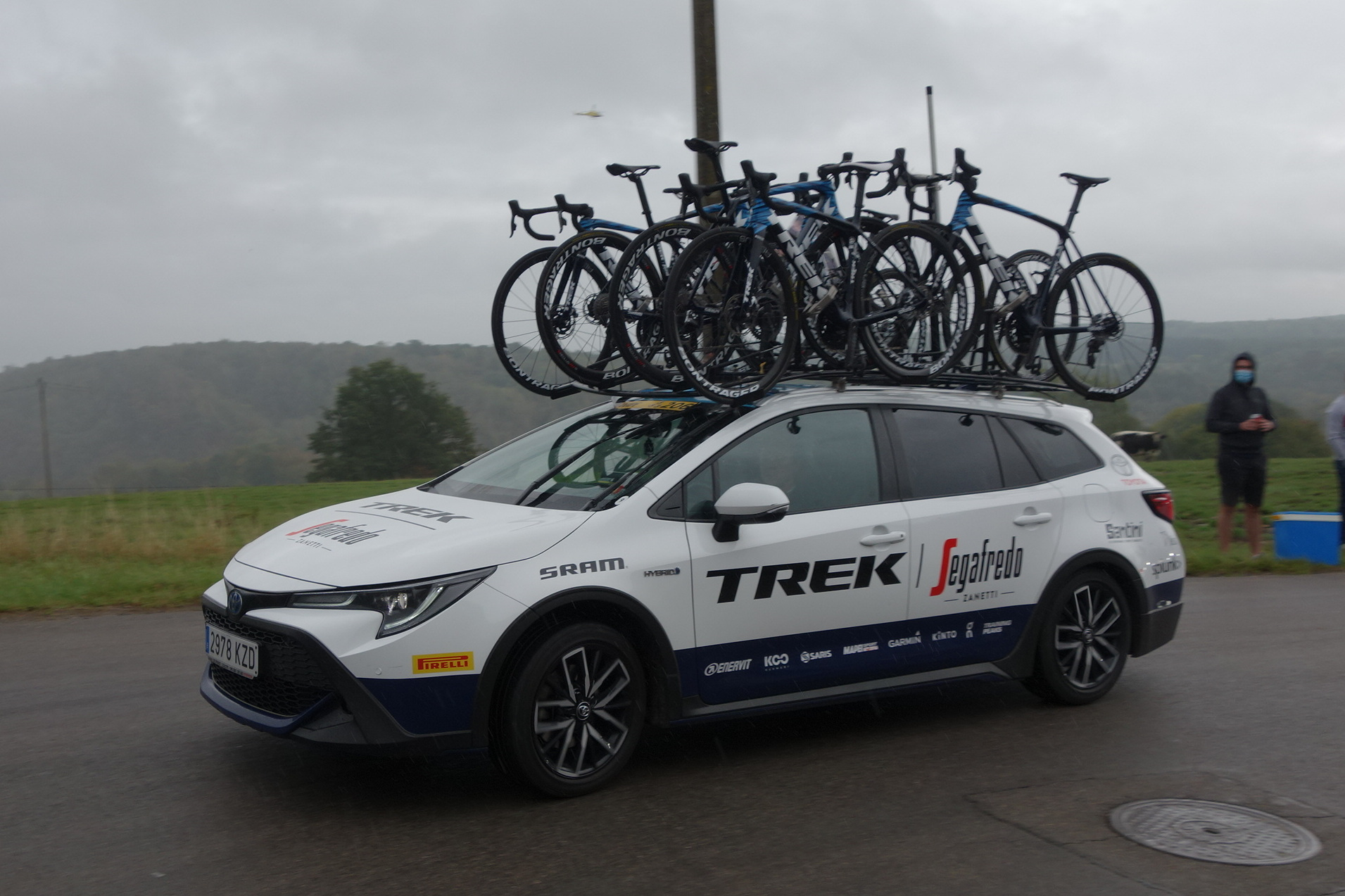
Ploegauto in de Waalse Pijl 2020.

Algemeen manager: Luca Guercilena
Ploegleiders: Giorgia Bronzini, Ina-Yoko Teutenberg, Luc Meersman
Fietsmerk: Trek (fiets)

## Rensters

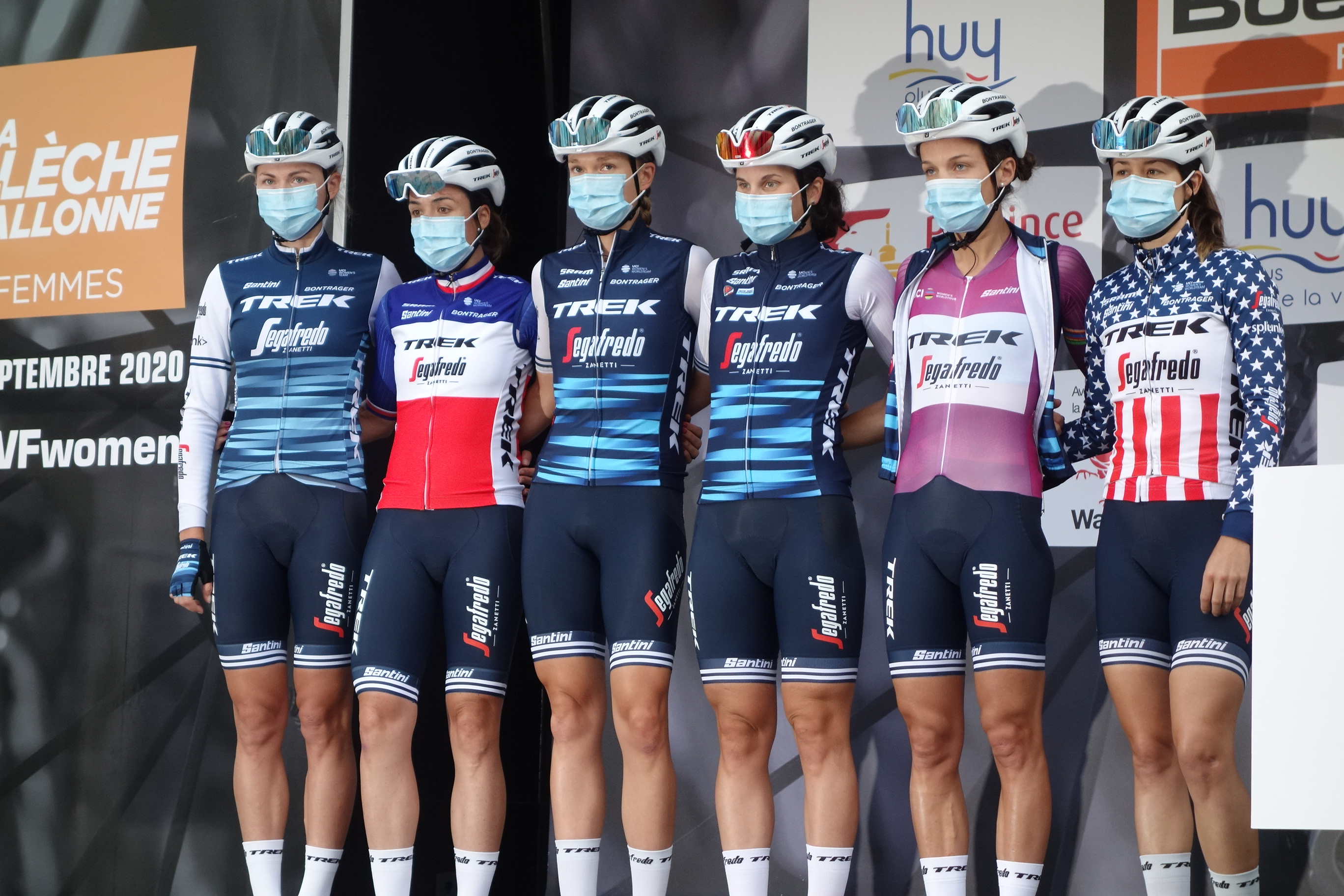
Ploeg in de Waalse Pijl 2020.

| Naam                 | Geboortedatum | Nationaliteit       | Ploeg 2019  |
| -------------------- | ------------- | ------------------- | ----------- |
| Elynor Bäckstedt     | 06-12-2001    | Verenigd Koninkrijk | Neo         |
| Lucinda Brand        | 02-07-1989    | Nederland           | Team Sunweb |
| Audrey Cordon-Ragot  | 22-09-1989    | Frankrijk           |             |
| Lizzie Deignan       | 18-12-1988    | Verenigd Koninkrijk |             |
| Ellen van Dijk       | 11-02-1987    | Nederland           |             |
| Lauretta Hanson      | 29-10-1994    | Australië           |             |
| Lotta Lepistö        | 28-06-1989    | Finland             |             |
| Elisa Longo Borghini | 10-12-1991    | Italië              |             |
| Letizia Paternoster  | 22-07-1999    | Italië              |             |
| Anna Plichta         | 10-02-1992    | Polen               |             |
| Abigail Van Twisk    | 01-03-1997    | Verenigd Koninkrijk |             |
| Tayler Wiles         | 20-07-1989    | Verenigde Staten    |             |
| Ruth Winder          | 09-07-1993    | Verenigde Staten    |             |
| Trixi Worrack        | 28-09-1981    | Duitsland           |             |

### Stagiair
| Naam               | Geboortedatum | Nationaliteit |
| ------------------ | ------------- | ------------- |
| Shirin van Anrooij | 05-02-2002    | Nederland     |

### Fotogalerij

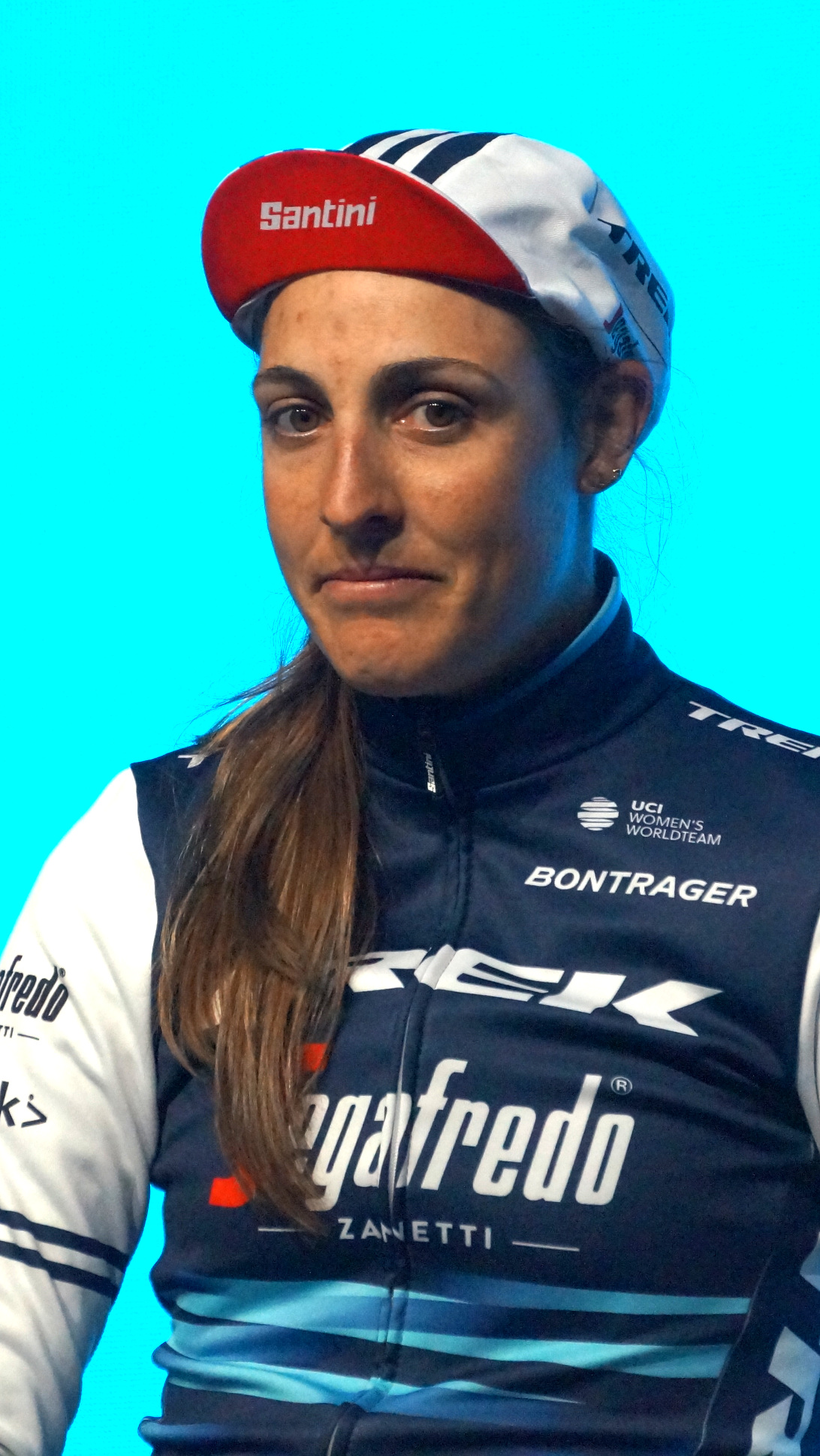
Lucinda Brand
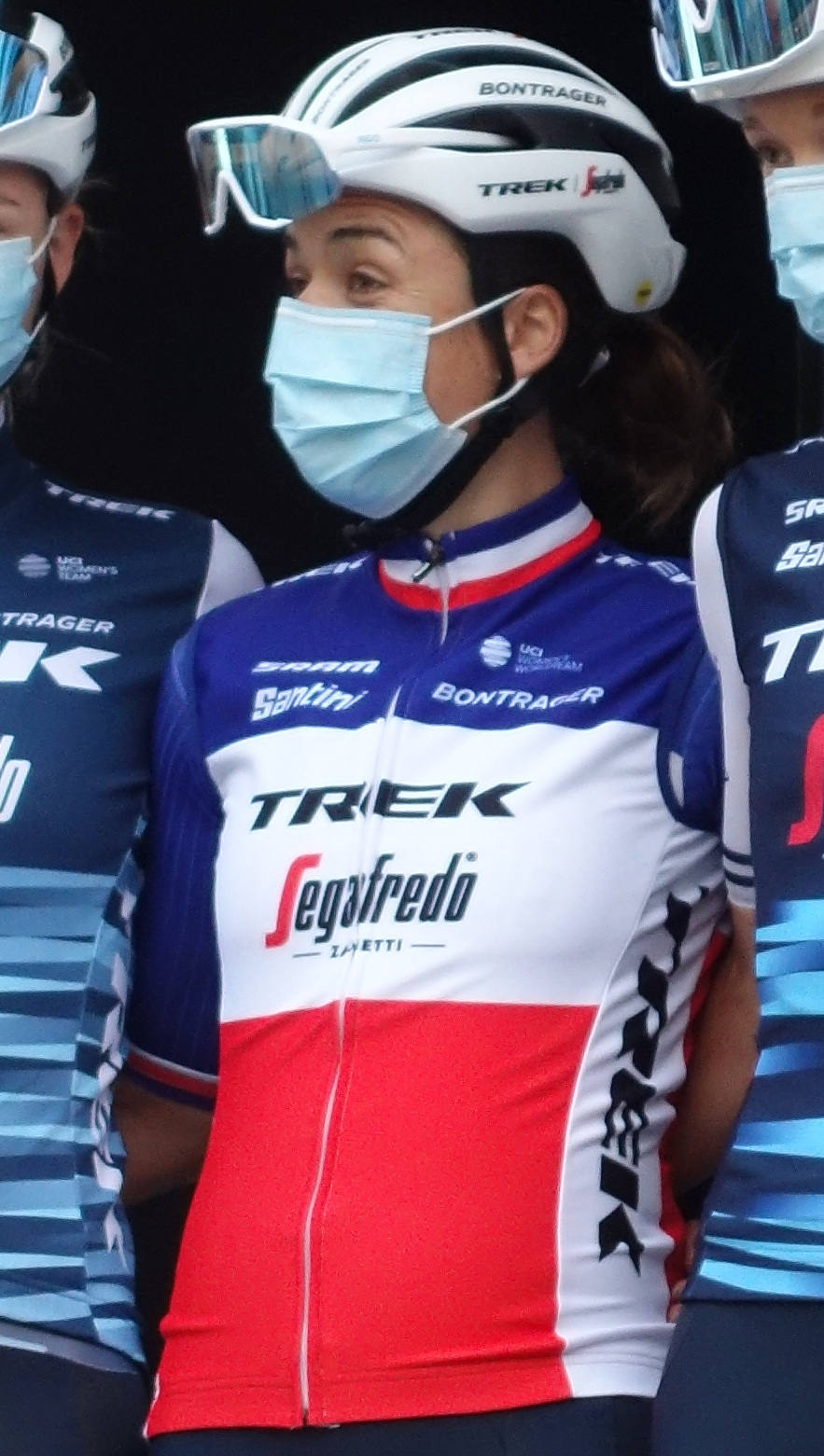
Audrey Cordon-Ragot
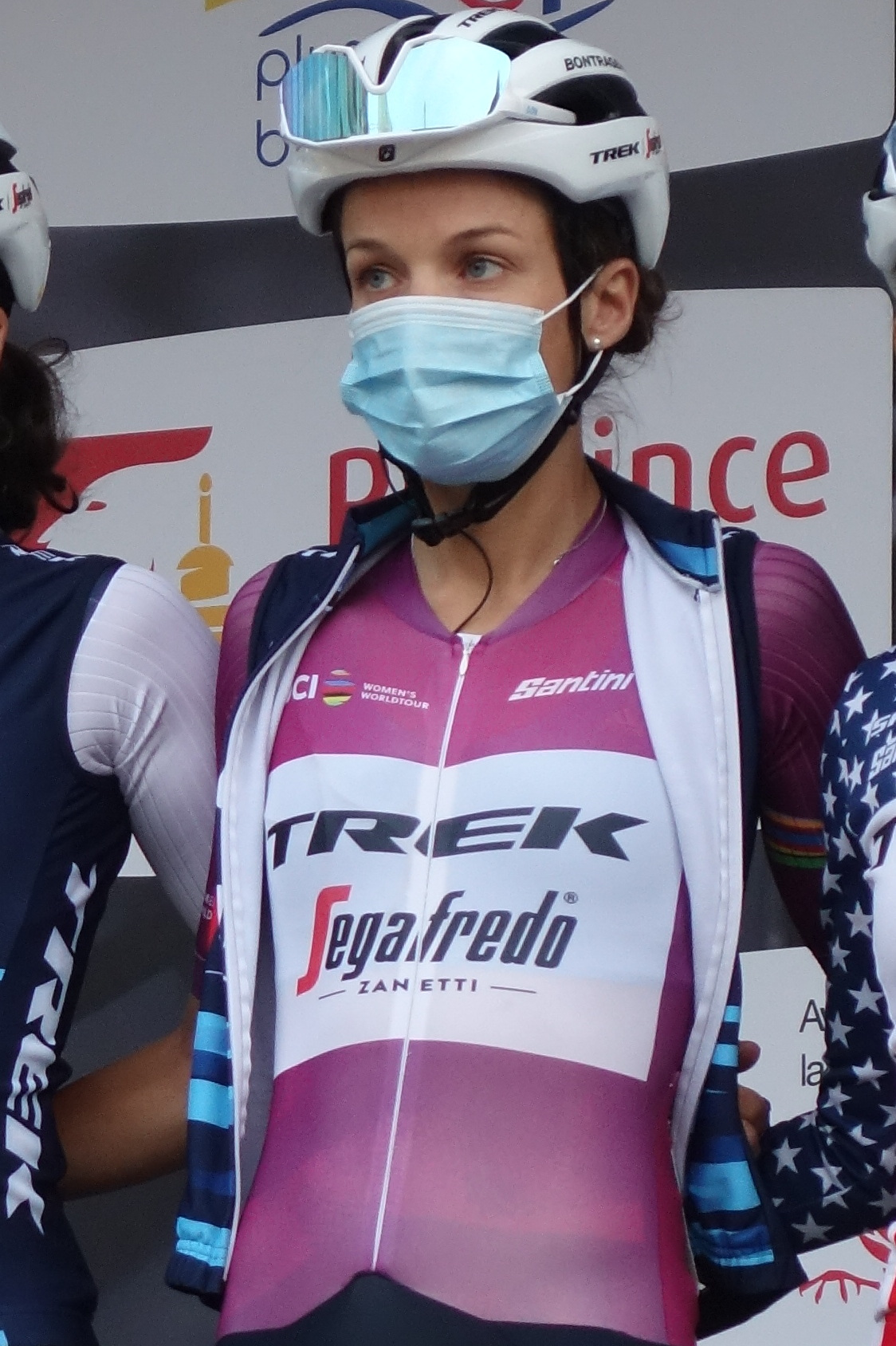
Lizzie Deignan
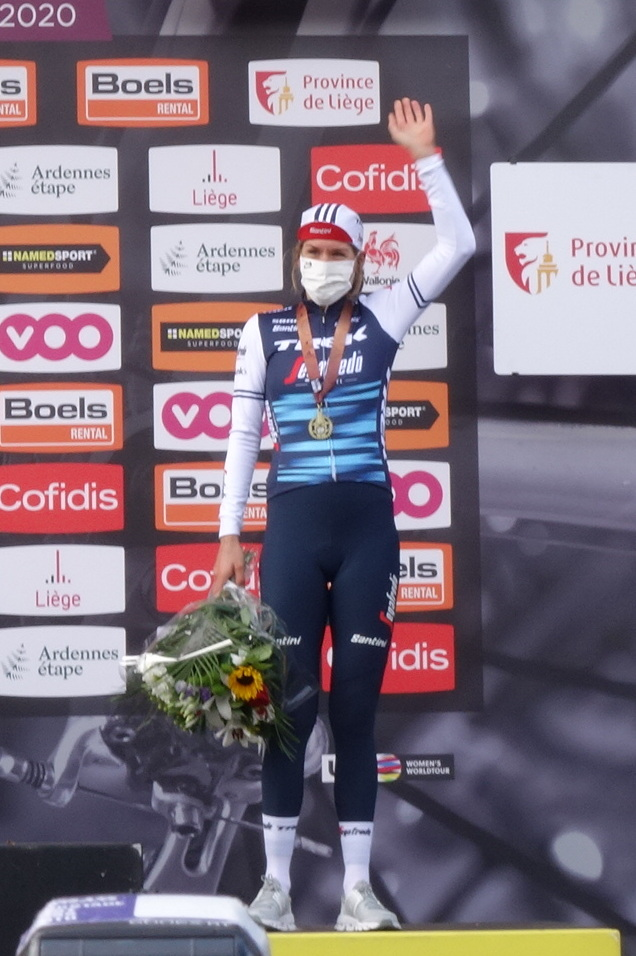
Ellen van Dijk
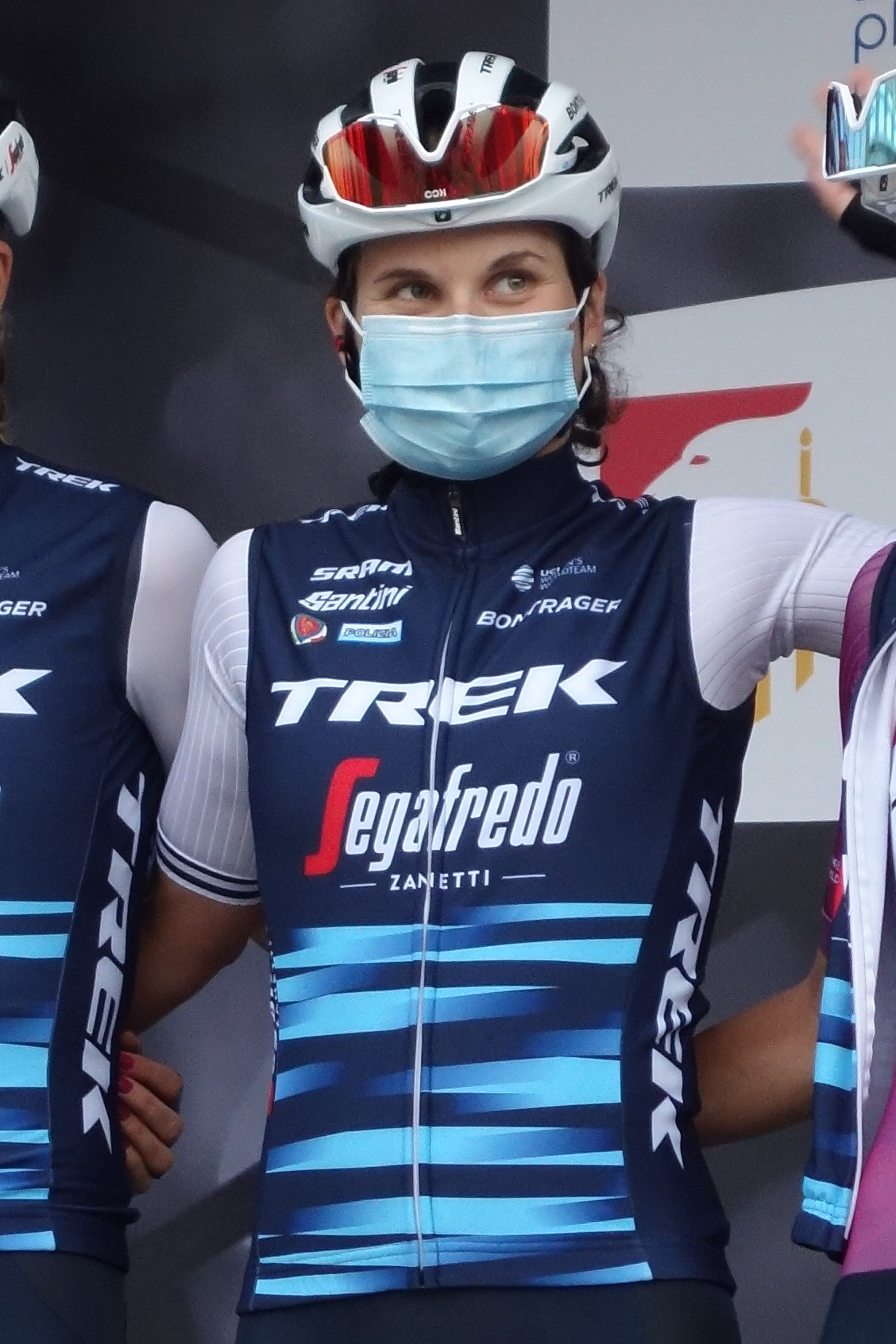
Elisa Longo Borghini
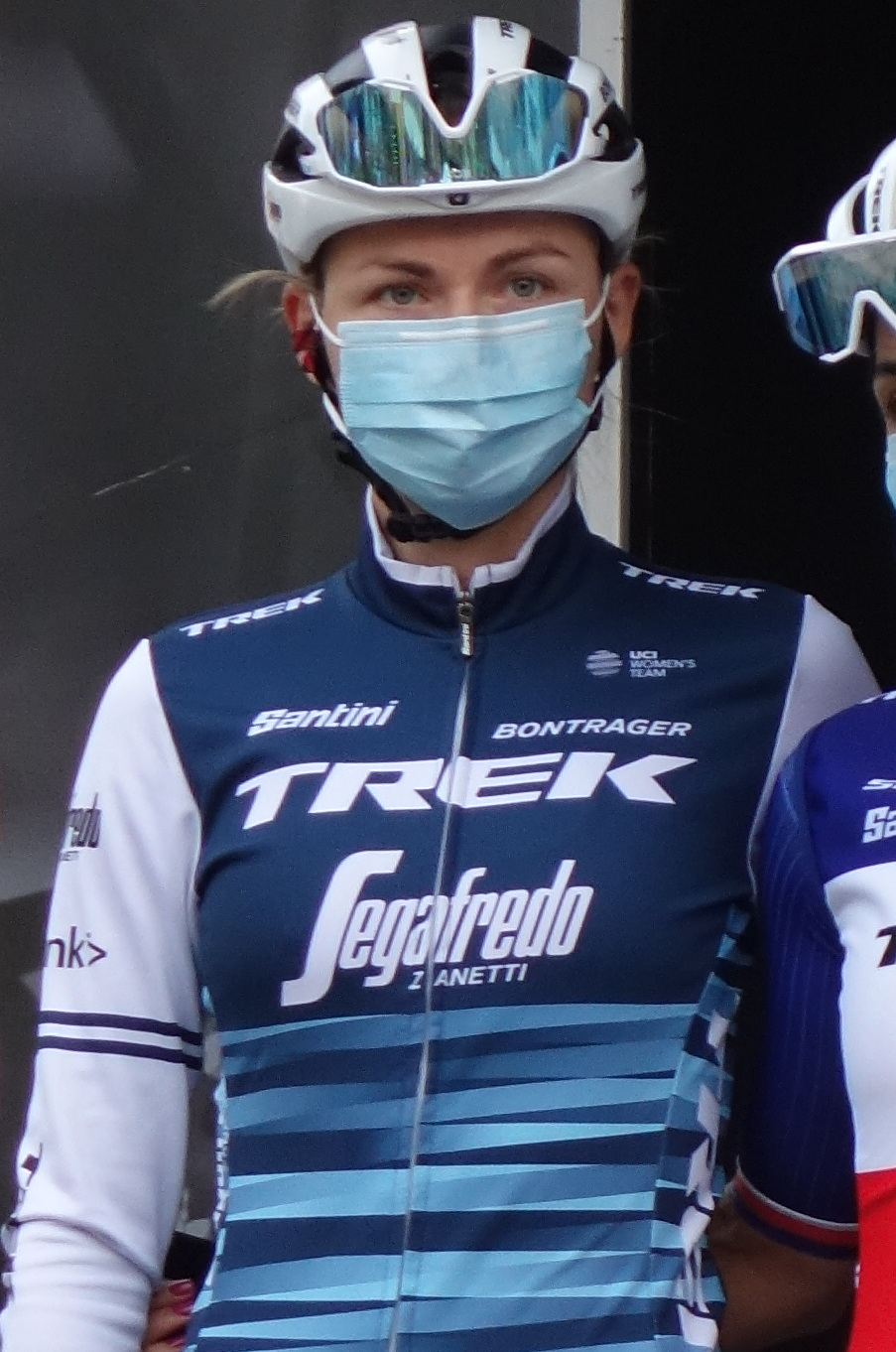
Anna Plichta
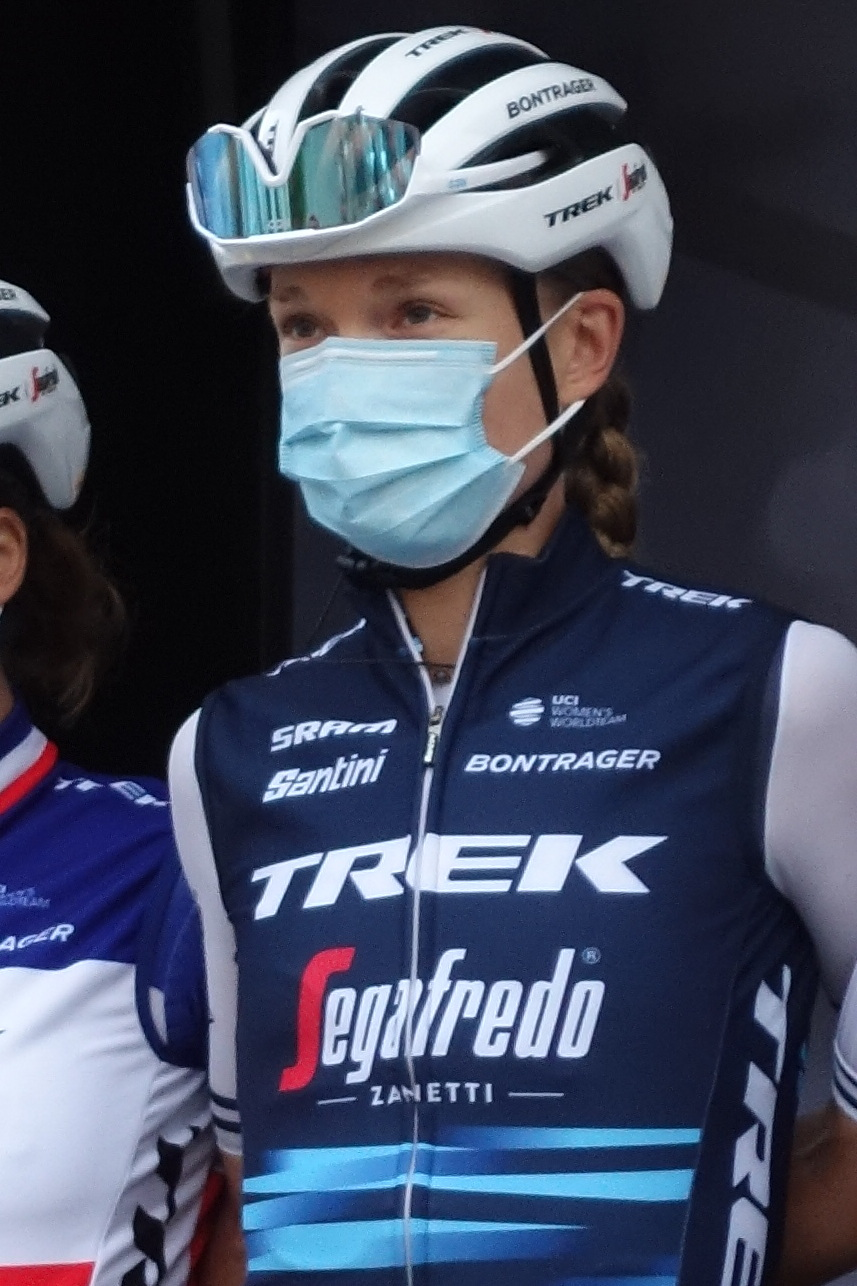
Tayler Wiles
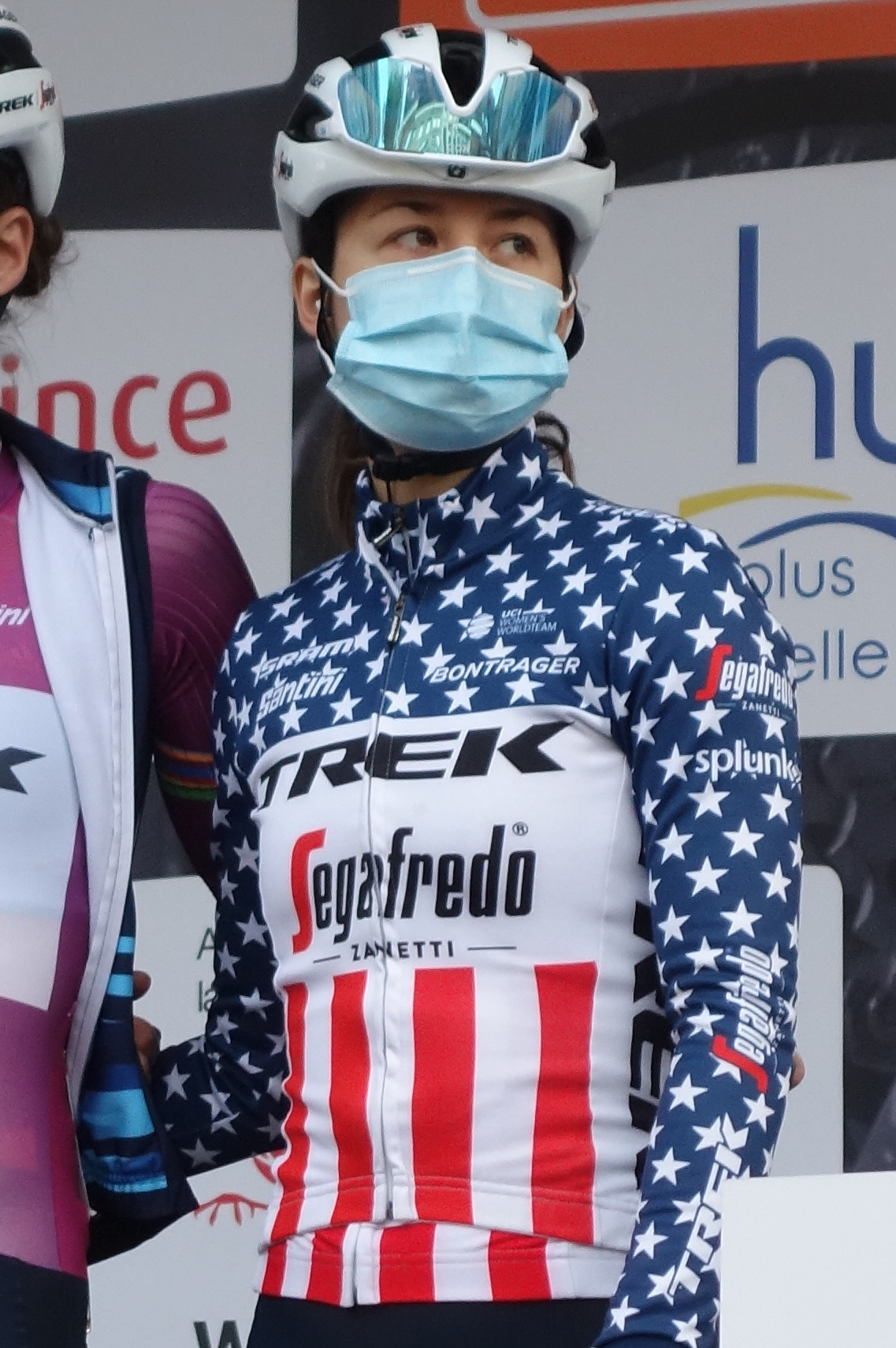
Ruth Winder

## Overwinningen
| 3e etappe Tour Down Under: Ruth Winder Eindklassement Tour Down Under: Ruth Winder GP Plouay: Lizzie Deignan La Course: Lizzie Deignan 3e etappe Tour de l'Ardèche: Audrey Cordon-Ragot 1e etappe (TTT) Giro Rosa: *1) 8e etappe Giro Rosa: Elisa Longo Borghini Luik-Bastenaken-Luik: Lizzie Deignan Individueel klassement Women's World Tour: Lizzie Deignan Ploegenklassement Women's World Tour | Kampioenschappen Frans kampioenschap op de weg: Audrey Cordon-Ragot Italiaans kampioenschap tijdrijden: Elisa Longo Borghini Italiaans kampioenschap op de weg: Elisa Longo Borghini Pools kampioenschap tijdrijden: Anna Plichta |  |

*1) Ploeg Giro Rosa: Cordon-Ragot, Deignan, Longo Borghini, Van Dijk, Wiles, Winder
Mannen: 2011 · 2012 · 2013 · 2014 · 2015 · 2016 · 2017 · 2018 · 2019 · 2020 · 2021 · 2022 · 2023 · 2024 · 2025
Vrouwen: 2019 · 2020 · 2021 · 2022 · 2023 · 2024 · 2025
Alé BTC Ljubljana · Canyon-SRAM ·  CCC-Liv · FDJ Nouvelle-Aquitaine Futuroscope · Mitchelton-Scott · Movistar Team · Team Sunweb · Trek-Segafredo